# Mi Vida
Mi Vida is een Nederlandse film uit 2019 van Norbert ter Hall met een hoofdrol voor Loes Luca.

## Verhaal
Gepensioneerd kapster Lou is in Spanje om na te denken over haar leven. Ze hinkt op twee gedachten: zich in Spanje vestigen en daar een kapsalon beginnen of kiezen voor haar kinderen en kleinkinderen in Nederland.

## Rolverdeling
- Loes Luca - Lou
- Elvira Mínguez - Andrea
- Fermí Reixach - José
- Anniek Pheifer - Barbara
- Loïc Bellemans - Luc
- Jason Mba - Pablo

## Achtergrond
De arthousefilm werd grotendeels in Spanje opgenomen en betekende voor Luca haar eerste hoofdrol. De film won een Gouden Kalf en was ook in Amerika populair.

## Trivia
- In Luca's aflevering van Volle Zalen is, vanuit haar ogen, een kijkje achter de schermen te zien.
- De film kon mede door crowdfunding worden gerealiseerd en ging op het laatste moment bijna niet door omdat een van de actrices moest afbellen.[4]